# Guerre dano-suédoise (1658-1660)
Pour les articles homonymes, voir Guerres dano-suédoises.
Première guerre du Nord
Batailles
La guerre dano-suédoise de 1658-1660 est un conflit entre l'alliance Danemark-Norvège et la Suède. Ce conflit entre ces deux pays eut lieu après la fin d'un autre conflit, après que le Danemark et la Suède eurent signé un traité de paix à Roskilde. À la suite de ce conflit, le roi de Suède, Charles X Gustave de Suède, désirait ajouter à son royaume la Prusse royale en Pologne, mais il se heurta à l'opposition de Brandebourg-Prusse et de l'Autriche. Décidé à en finir avec le Danemark, Charles X Gustave de Suède décida de l'attaquer avec pour projet de défaire le Danemark en tant qu'État souverain, et de détruire Copenhague.
L'armée suédoise fit le siège de Copenhague, dans l'espoir d'affamer les habitants. Cet espoir s’effondra, quand les Néerlandais rentrèrent dans le conflit : ils aidèrent le Danemark à consolider leur flotte et infligèrent une lourde défaite à la flotte suédoise à Øresund. Charles X essaya alors de laisser l'assaut sur Copenhague, afin de gagner la guerre, cette tentative échoua également, quand Brandebourg, l'Autriche et la Pologne rentrèrent dans le conflit.
Charles X tomba gravement malade et mourut en février 1660. À la suite de la disparition de Charles X, la paix fut signée avec les Alliés (Brandebourg, Pologne et Autriche). Cependant, les Danois n'étaient pas enclins à signer la paix, à la suite de leurs récents succès militaires et de l’affaiblissement de la Suède. Les Français et les Anglais intervinrent alors et se rangèrent du côté des Suédois. Cette situation faillit déclencher un autre conflit. Toutefois, le gouverneur Hannibal Sehested négocia un traité de paix, le traité de Copenhague, ratifié en 1660. Les Suédois furent contraints de rendre Bornholm au Danemark et le Trøndelag à la Norvège. Le traité de 1660 fixa les frontières politiques du Danemark, de la Suède et de la Norvège.

## Contexte
Charles X avait conclu la précédente bataille avec une éclatante victoire grâce à sa marche à travers le Petit Belt et le Grand Belt pris par les glaces. Le Danemark et la Norvège furent obligés de ratifier le traité de Roskilde. Le Danemark fut obligé de céder la Scanie, la province de Halland et Blekinge et l'île de Bornholm. La Norvège fut, quant à elle, contrainte de céder les provinces de Båhuslen et de Trøndelag. Le Roi voulait envahir la Prusse royale, mais se heurta, entre autres, à l'opposition de Frédéric-Guillaume Ier de Brandebourg. Le Danemark ne pouvant subvenir aux besoins de l'armée suédoise, Charles X Gustave de Suède décida de l'attaquer.

## Événements
En juin 1658, il fut décidé que l'offensive de l'armée suédoise fut planifiée. Le 6 août 1658, une flotte de 70 navires avec à leurs bords 5 700 hommes et 18 pièces d'artilleries légères, partirent pour le Danemark. Le plan était d'entrer dans Copenhague.

## Le siège de Copenhague
Le 11 août 1658, Charles X et son armée atteignent la colline de Valby (aujourd'hui Frederiksberg), d'où ils avaient une vue de Copenhague. Son arrivée étant attendue, le roi Frédéric III de Danemark avait ordonné que les bâtiments se trouvant en dehors des murailles soient brûlés. Le même jour, les portes de la ville furent fermées et non rouvertes pendant 22 mois. Une flotte de 28 navires suédois firent le blocus du port. 
Quand le roi de Suède arriva, il constata que les Danois étaient prêt à se battre, et le roi dut alors choisir entre continuer sa marche vers la Prusse royale ou de prolonger la blocus afin d'affamer les Danois. Il décida de poursuivre sa marche. La sagesse de cette décision fut contestée, puisque les défenses danoises étaient fortement affaiblies. Cependant, les habitants de Copenhague s'étaient rangés sous l'autorité de Frédéric III, et les murs, les fossés et les autres structures défensives furent considérablement améliorées. Un grand nombre de canons furent amenés au sein de la ville à partir de navires ancrés au port. 
Le siège suédois consistait en 11 brigades et 16 escadrons comprenant 4 000 soldats, 2 000 cavaliers et 50 canons. Les Suédois prirent le contrôle du périphérique défensif externe, construit en 1625, par Christian IV de Danemark, qui était tombé en ruines. Il fut rapidement réhabilité et l'artillerie y fut amenée. 
Les Danois n'allaient pas laisser les Suédois attaquer impunément et organisèrent plusieurs ripostes. Le 23 août 1658, 3 000 étudiants, marins et soldats firent une sortie surprise grâce à un passage secret dans le mur.
200 boulets de canon furent tirés sur Copenhague, et plusieurs obusiers furent apportés pour attaquer la capitale danoise.